# Paraphilomedes tricornuta
Paraphilomedes tricornuta is een mosselkreeftjessoort uit de familie van de Philomedidae. De wetenschappelijke naam van de soort is voor het eerst geldig gepubliceerd in 1962 door Paulsen.